# چان مک‌ری
چان مک‌ری (انگلیسی: Chann McRae؛ زادهٔ ۱۱ اکتبر ۱۹۷۱) دوچرخه‌سوار اهل ایالات متحده آمریکا است.